# غشاء البكارة غير مثقوب
غشاء البكارة غير مثقوب أو غشاء البكارة المصمت أو البكارة الرتقاء (بالإنجليزية: Imperforate hymen)‏ هي عيب خلقي عبارة عن غشاء بكارة بلا فتحات؛ أي أنه يغلق المهبل تماماً، ينتج عن فشل الغشاء في الانثقاب أثناء نمو الجنين، ويتم تشخيصه غالباً بعد بلوغ الفتاة وبدء الإحاضة حيث يتجمع دم الحيض في المهبل وقد يصل إلى الرحم أيضاً، ويعالج عن طريق جراحة صغرى.

## معدل الحدوث
يحدث في 0,014%-0,1% من الفتيات، و غالباً ما تكون حالات متفرقة، إلا أن بضع حالات تنتمي لعائلات واحدة، ولا توجد جينات محددة أو طفرات مرتبطة بحدوثه.

## الفسيولوجيا المرضية
تحدث نتيجة لفشل استقناء النهاية البعيدة (السفلي) للمهبل؛ فغشاء البكارة عبارة عن التقاء الجيب البولي التناسلي وبصلة جيب المهبل، و في حالة فشل انثقاب البقايا الغشائية تنشأ البكارة الرتقاء.

## الأعراض والعلامات
في الغالب لا تظهر الأعراض حتى سن بداية الطمث؛ إذ تعاني الفتاة من انقطاع الحيض وألم دوري شهري في الحوض، و احتباس البول والإمساك و آلام الظهر والغثيان بسبب تدمي المهبل.
و قد تعاني الفتاة المولودة من احتباس بولي حاد. بسبب إفرازات المهبل و الرحم التي يحفزها إستروجين الأم، والتي تتجمع مسببة موه المهبل الذي يؤدي إلى انغلاق الإحليل والمثانة البولية، الأمر الذي قد يسبب موه الكلى.

## التشخيص
يتم التشخيص غالباً في الفتاة المراهقة إذ تظهر الأعراض السابق ذكرها، ويعتمد التشخيص على الفحص الإكلينيكي؛ إذ تتم معاينة المهبل فيظهر كغشاء منتفخ يميل للزُرقة، وفي حالات تدمي المهبل قد تتكون كتلة محسوسة عند الفحص البطني أو الشرجي.

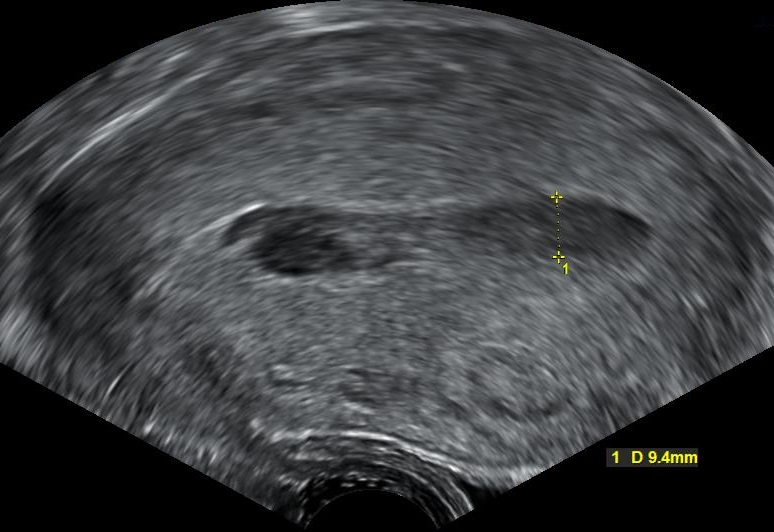
سونار مهبلي لحالة تدمي الرحم بعد الولادة تظهر كأجزاء سوداء في تجويف الرحم، و عنق الرحم على يسار الصورة وقاع الرحم على اليمين

و قد يتم التأكد من التشخيص عن طريق الأشعة، كالتالي:

### الموجات فوق الصوتية
يظهر الرحم والمهبل منتفخين وممتلئين بالدم.

### تصوير بالرنين المغناطيسي
إذا لم يتم من التشخيص بالفحص الإكلينيكي و الموجات فوق الصوتية يتم التصوير بالرنين المغناطيسي قبل الإجراء الجراحي.
و قد يتم التشخيص قبل الولادة عن طريق السونار، و في المواليد عن طريق الفحص الإكلينيكي؛ إذ يلاحظ وجود كتلة في البطن أو الحوض أو غشاء منتفخ، وفي الطفلة الطبيعية توجد إفرازات مخاطية عند الصوار الخلفي للشفرين الكبيرين غيابهما يعني انسداد المهبل بسبب البكارة الرتقاء أو أي سبب آخر.
و لا ينبغي استخدام الإبرة الشافطة في عيادة الطبيب لتأكيد التشخيص؛ فقد يعرض الفتاة لتقيح الرحم أو تقيح المهبل بسبب عدوى بكتيرية، الأمر الذي قد يهدد خصوبتها أيضاً.

## العلاج

### الأدوية
قد يتم استخدام أقراص منع الحمل بدون انقطاع لإيقاف الطمث والأعراض الناتجة عن تجمع الدم إلى أن يتم التأكد من التشخيص والعلاج الجراحي، كما تستخدم أيضاً مضادات الالتهاب اللا ستيرويدية و مسكنات (أشباه أفيونيات) للتخلص من الألم.

### الجراحة
بضع البكارة إذ يتم عمل مفاغرة صليبية في الغشاء واستئصال أجزاء منه ثم تصريف الدم المتجمع في المهبل والرحم، و في الفتيات اللاتي يرغبن (أو يرغب ذووهم) في الحفاظ على غشاء البكارة يتم استئصال جزء من مركز الغشاء فقط.
أما عن ميعاد إجراء الجراحة فهو محل خلاف؛ إذ يفضل بعض الأطباء التدخل فور انتهاء الدورة الوليدية (من الولادة حتى اليوم 28) بينما يفضل البعض الآخر تأجيلها حتى البلوغ ووصول الإستروجين إلى أعلى مستوياته.

## المضاعفات
- التهاب الغشاء البطني المصلي وانتباذ بطاني رحمي؛ بسبب رجوع الدم إلى الرحم وقناتي فالوب ثم خروجه من الجهاز التناسلي إلى جوف البطن .
- تدمي المهبل والرحم.
- موه المهبل والرحم.
- احتباس البول والإمساك وعدوى الجهاز البولي؛ بسبب انتفاخ المهبل والرحم بالسوائل وتأثيرهما الضاغط على المثانة والإحليل.
- مرض التهاب الحوض: تقيح الرحم والمهبل، التهاب قناة فالوب، التهاب بطانة الرحم أو خراج قناة فالوب و المبيض.
- حمل منتبذ وعقم.[7]

## انظرأيضاً
- جراحة المهبل التجميلية
- رتق المهبل
- متلازمة ماير روكيتانسكي هوستر هاوزا
- تدمي الرحم
- حيض خفي